# Cantó de Le François-2

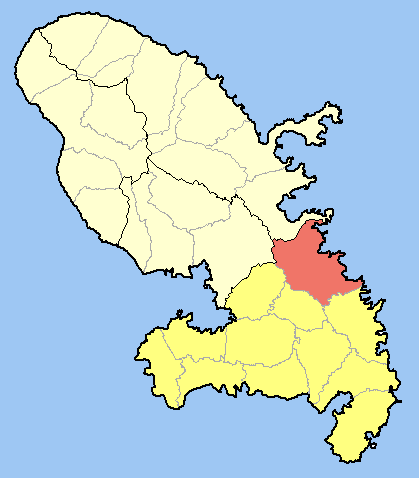
Localització del cantó a l'Illa de Martinica.

El cantó de Le François-2 era una divisió administrativa francesa situat al departament de Martinica a la regió de Martinica.

## Composició
El cantó comprenia la fracció Sud de la comuna de Le François.

## Administració
| Període                                  | Identitat       | Partit        | Qualitat |
| ---------------------------------------- | --------------- | ------------- | -------- |
| 2004-2014                                | Maurice Antiste | Divers gauche |          |
| Les dades anteriors no són pas conegudes |                 |               |          |

## Reorganització cantonal
En la reorganització cantonal que va entrar en vigor el 2015 el cantó de Le François-2 va ser suprimit.